# Beacon (álbum de Two Door Cinema Club)
Beacon é o segundo álbum de estúdio da banda britânica Two Door Cinema Club lançado em 3 de setembro de 2012 no Reino Unido e 4 de setembro nos Estados Unidos.
Este álbum estreou em primeiro lugar dos mais vendidos na Irlanda, o primeiro disco do grupo atingir o topo das paradas de qualquer país. Na Inglaterra, Beacon estreou na segunda posição do UK Albums Chart, ao vender 33,306 cópias na sua primeira semana de comercialização.

## Faixas
| N.º            | Título                  | Duração |  |
| 1.             | "Next Year"             | 4:11    |  |
| 2.             | "Handshake"             | 3:31    |  |
| 3.             | "Wake Up"               | 3:45    |  |
| 4.             | "Sun"                   | 3:07    |  |
| 5.             | "Someday"               | 2:43    |  |
| 6.             | "Sleep Alone"           | 3:56    |  |
| 7.             | "The World Is Watching" | 3:36    |  |
| 8.             | "Settle"                | 3:52    |  |
| 9.             | "Spring"                | 3:24    |  |
| 10.            | "Pyramid"               | 3:09    |  |
| 11.            | "Beacon"                | 3:24    |  |
| Duração total: | Duração total:          | 39:38   |  |

| Faixa bônus iTunes |                    |         |  |
| N.º                | Título             | Duração |  |
| 12.                | "Remember My Name" | 2:51    |  |

| Edição especial versão francesa |                                  |         |  |
| N.º                             | Título                           | Duração |  |
| 12.                             | "Sleep Alone" (Giraffage Remix)  | 3:37    |  |
| 13.                             | "Sleep Alone" (Poindexter Remix) | 4:56    |  |
| Duração total:                  | Duração total:                   | 8:43    |  |

| Faixa bônus da versão japonesa |                          |         |  |
| N.º                            | Título                   | Duração |  |
| 12.                            | "Start Again"            | 4:15    |  |
| 13.                            | "Sleep Alone" (Acústica) | 4:05    |  |
| Duração total:                 | Duração total:           | 8:20    |  |

## Paradas musicais
| Paradas (2012)                  | Melhor posição |
| ------------------------------- | -------------- |
| Alemanha (Media Control Charts) | 21             |
| Austrália (ARIA Charts)         | 4              |
| Áustria (IFPI)                  | 30             |
| Bélgica (Ultratop 50)           | 19             |
| Bélgica (Ultratop 40)           | 36             |
| Canadá (Canadian Albums Chart)  | 21             |
| Escócia (Scottish Albums Chart) | 2              |
| Espanha (PROMUSICAE)            | 20             |
| França (SNEP)                   | 17             |
| Irlanda (Irish Albums Chart)    | 1              |
| Japão (Oricon)                  | 30             |
| Nova Zelândia (RIANZ)           | 36             |
| Países Baixos (MegaCharts)      | 18             |
| Suíça (Schweizer Hitparade)     | 33             |
| Reino Unido (UK Albums Chart)   | 2              |
| Estados Unidos (Billboard 200)  | 17             |

### Certificações
| País        | Certificação |
| ----------- | ------------ |
| Reino Unido | Ouro         |